# Saint-Martial-le-Vieux
Saint-Martial-le-Vieux è un comune francese di 131 abitanti situato nel dipartimento della Creuse nella regione della Nuova Aquitania.

## Società

### Evoluzione demografica
Abitanti censiti